# Eutelia speciosa
Eutelia speciosa är en fjärilsart som beskrevs av Joannis 1912. Eutelia speciosa ingår i släktet Eutelia och familjen nattflyn. Inga underarter finns listade i Catalogue of Life.